# Wohnhaus Schleusenplatz 5

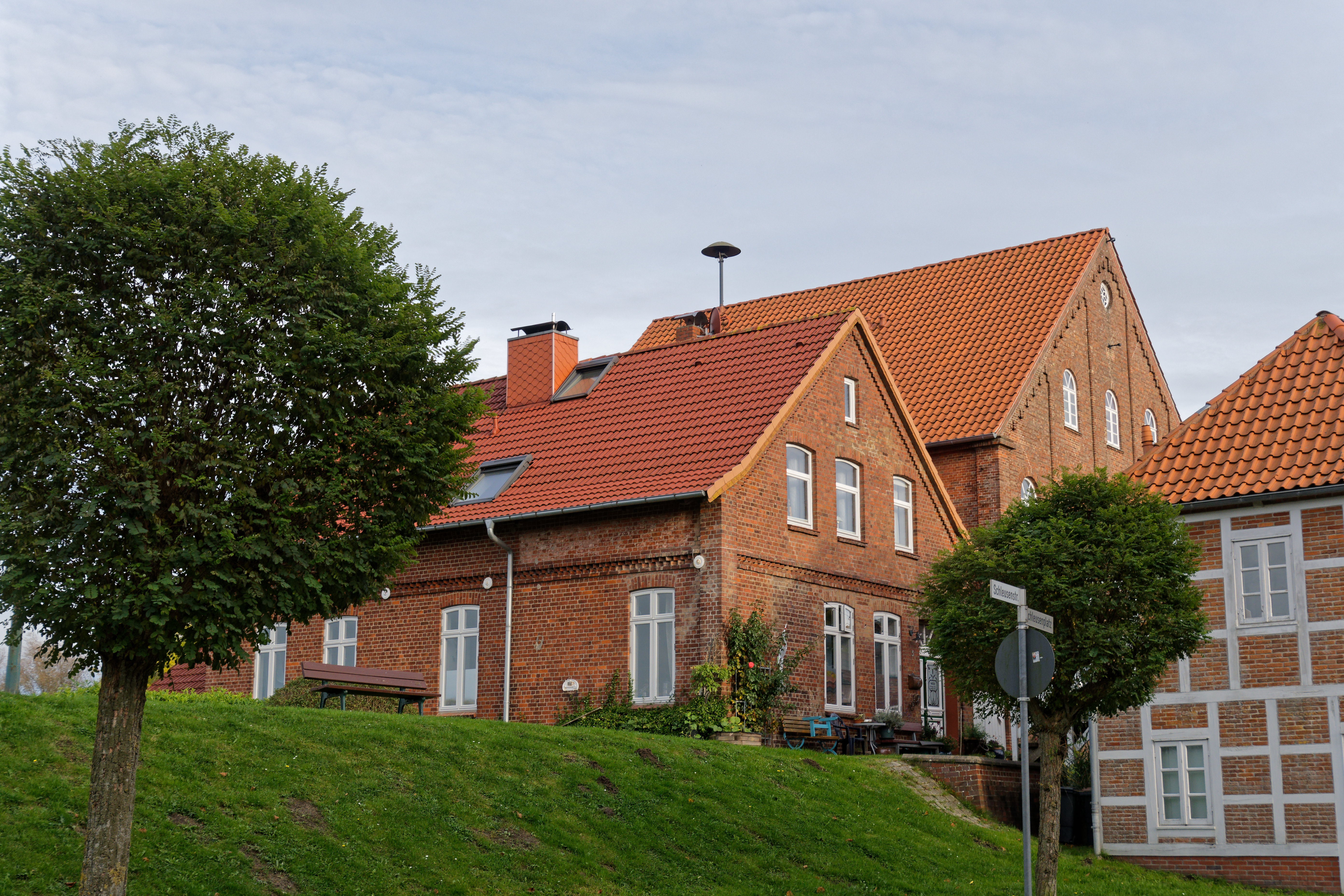
Wohnhaus Schleusenplatz 5

Das Wohnhaus Schleusenplatz 5 in der niedersächsischen Samtgemeinde Land Hadeln, Gemeinde Neuhaus, im Landkreis Cuxhaven, stammt vom Anfang des 20. Jahrhunderts. Aktuell (2024) wird es als Wohnhaus und gewerblich genutzt.
Das Gebäude steht unter Denkmalschutz (siehe auch Liste der Baudenkmale in Neuhaus (Oste)).

## Geschichte und Beschreibung
Die Besiedelung des Ortes fand um das Jahr 1000 auf den Wurten rund um die Aue, Oste und Elbe statt. In der Nähe zum Hafen an der Oste ist der Siedlungskern des Ortes.
Das eingeschossige giebelständige Gebäude in Backstein und mit ziegelgedecktem Satteldach auf Drempel stammt von um 1906. Die Straßenfassade wurde gestaltet mit Zwischengesims und Ortgangfassung in Backstein sowie mit segmentbogigen Fenstern.
Das Landesdenkmalamt befand u. a.: „geschichtliche und städtebauliche Bedeutung“.
Am Schleusenplatz stehen weitere denkmalgeschützte Gebäude: Apotheke Deichstraße 1, Gasthäuser (Nr. 2 + Nr. 3), Zollamt (Nr. 4) und weitere Wohnhäuser (Nr. 1 + Nr. 6).